# Saved / Be mine!
Singles de Māya Sakamoto
Hajimari no Umi
(2013) Replica
(2014)
Saved / Be mine! est le 24e single de Māya Sakamoto sorti sous le label Victor Entertainment le 5 février 2014 au Japon. Il arrive 7e à l'Oricon et reste classé 3 semaines.
Saved a été utilisé comme thème de fermeture de l'anime Inari Kon kon Koi Iroha. Tandis que Be mine! a été utilisé comme thème d'ouverture de l'anime Sekai Seifuku - Boryaku no Zvezda. Les chansons Saved et Be mine! se trouvent sur l'album Follow Me Up.

## Liste des titres
| 1. | Saved                   |  |
| 2. | Be mine!                |  |
| 3. | Koe (声)                |  |
| 4. | Saved (Instrumental)    |  |
| 5. | Be mine! (Instrumental) |  |
| 6. | Koe (Instrumental) (声) |  |

| 1. | Tooku (遠く)                                 |  |
| 2. | Grapefruit (グレープフルーツ)                |  |
| 3. | Cloud 9                                      |  |
| 4. | Park Amsterdam(the Whole Story)              |  |
| 5. | Scrape〜Wakare no Uta (スクラップ〜別れの詩) |  |
| 6. | Singer-Songwriter (シンガーソングライター)   |  |